# Shy Nobleman

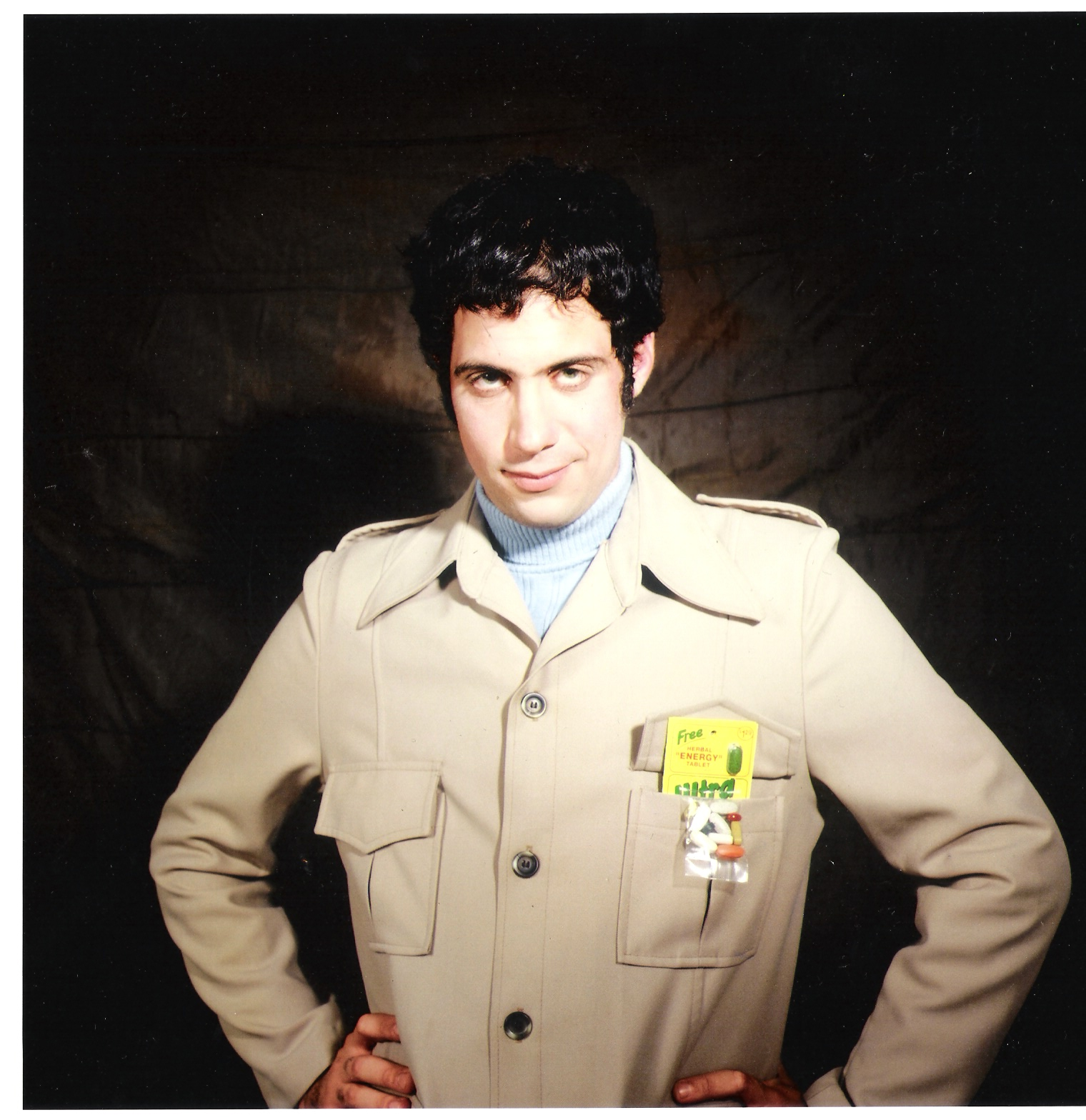
Shy Nobleman

Shy Nobleman (hebräisch שי נובלמן) (* 2. Juli 1974 in Ramat Gan) ist ein israelischer Popmusiker und Schauspieler. Er gehört zu den bekanntesten Indie-Pop-Sängern Israels. Mit seinen englischsprachigen Alben ist er aber auch außerhalb Israels bekannt geworden.

## Leben und Karriere
1995 begann Shy Nobleman seine Musikkarriere als Bassist in Israels erfolgreicher Rockband Mofa Ha'arnavot Shel Dr. Kasper (übersetzt: Dr. Kasper’s Rabbits Show, hebräisch מופע הארנבות של ד"ר קספר). Nach dem Auflösen der Band, zog er nach London und gründete dort seine eigene Band: „Oracle“. Dort gehörte er zur Mods- und Garage-Rock-Szene. Der Stil des Garagen-Rocks hat auch Shys Texte und seine Musik geprägt. Außerdem finden sich Elemente des psychedelischen Rocks der 1960er Jahre in seiner Musik. Seine erste Single Sad Song Happy Song wurde von Liam Watson (The White Stripes, Billy Childish) produziert. Das englischsprachige Magazin Melody Maker hat diesen Song zur „Single der Woche“ gekürt.
2000 kehrte Shy Nobleman nach Tel Aviv zurück. Dort nahm er zusammen mit der Gruppe Rockfour sein erstes Album, How to Be Shy, auf. Dort finden sich Einflüsse von Scott Walker, The Move, The Kinks, Paul McCartney, Syd Barrett und ist den Gerne Psychedelischer Britpop zuzuordnen. Israelische Musikkritiker wählten How to Be Shy zum Album des Jahres. Noblemans Musik wurde aber auch außerhalb Israels wahrgenommen. In den USA wählte Richie Unterberger, Kritiker beim legendären Musikmagazin Rolling Stone, sein Debütalbum zu einem der besten zehn Alben des Jahres 2001. Unter der Regie von Florian Giefer drehte Shy Nobleman das Video zur Single Sad Song Happy Song in Berlin.
2002 tourte er lange durch die USA. Er spielte zusammen mit der Indie-Pop-Band Of Montreal und trat in Clubs wie dem CBGB auf.
2005 nahm Shy sein zweites Album Beautiful Life auf. Bei den Aufnahmen unterstützen ihn die beiden Bands Monotonix und Useless ID. Beautiful Life wurde zum Top-Ten-Album in Israel. Die bekanntesten Auskopplungen waren die beiden Top-Ten-Hits Girlfriend und Baby in The Rain, die im Radio rauf und runter gespielt wurden. 2006 trat Nobleman mit der englischen Band Echo & The Bunnymen auf. Auch in Deutschland wurde er einem größeren Publikum bekannt. Bei der Buchstaben über der Stadt-Tour der deutschen Band Tomte waren Shy Nobleman und seine Band die Vorgruppe.
2009 löste Shy Nobleman in Israel einen kleinen Skandal aus. Er veröffentlichte seine erste hebräische Single We will never reach the world cup. Mit diesem Song nahm er die israelische Fußballnationalmannschaft aufs Korn. Der israelische Sportminister und der israelische Fußballverband haben eine Verfügung erwirkt, die besagt, dass Radiosender den Song nicht mehr spielen dürfen.

### Schauspieler
Shy Nobleman hat seine eigene wöchentliche satirische TV- und Internet-Show, die er seit 2006 moderiert. Seit 20 Jahren ist Shy Nobleman die hebräische Stimme von Donald Duck.

## Privates
Shy Nobleman ist mit der israelischen Rocksängerin Billy Levy (Billy And The Firm) verheiratet.

## Diskografie

### Alben
- 2001: How To Be Shy
- 2005: Beautiful Life
- 2013: Yomi hu chalom (My Day Is a Dream)

### Singles (Auswahl)
- 2001: Lonely Boy
- 2021: The Killing Angel